# Ypthima civis
Ypthima civis är en fjärilsart som beskrevs av John Henry Leech 1891. Ypthima civis ingår i släktet Ypthima och familjen praktfjärilar. Inga underarter finns listade i Catalogue of Life.